# Audio Interchange File Format
Audio Interchange File Format (AIFF) är ett standardformat för överföring av ljudfiler som används för att spara dessa på en PC [källa behövs].
AIFF utvecklades av Apple Computer 1988 som en vidareutveckling av IFF som använts på Amiga. AIFF används främst på Macintosh [källa behövs].
AIFF har bra ljudkvalitet liksom WAV och kan spelas på flera webbläsare utan plugin-program [källa behövs]. Filstorleken blir stor vilket gör att det lämpar sig bäst för korta ljudklipp [källa behövs].